# Victor Williams (actor)
Victor Williams (Brooklyn, Nueva York, 19 de septiembre de 1970) es un actor estadounidense.
Es más conocido como el mejor amigo de Doug Heffernan Deacon Palmer en The King of Queens. Él también ha aparecido en varios programas de televisión como Homicide, Life on the Street, Law & Order, ER, New York Undercover, Girlfriends, Fringe y  The Jamie Foxx Show.

## Filmografía
| Año       | Título                  | Rol                   | Notas               |
| --------- | ----------------------- | --------------------- | ------------------- |
| 1996      | The Preacher's Wife     | Robbie                | Película            |
| 1997      | Cop Land                | Russell               | Película            |
| 1997      | Law & Order             | Oficial de policía    | Serie de televisión |
| 1998–2001 | ER                      | Carla's husband Roger | Serie de televisión |
| 1998–2007 | The King of Queens      | Deacon Palmer         | Serie de televisión |
| 2000      | The Practice            | Oficial               | Serie de televisión |
| 2001      | Me & Mrs. Jones         | Jersey                | Película            |
| 2003      | The Animatrix           | Dan                   | Voz                 |
| 2003      | With or Without You     | Kenneth               | Película            |
| 2005      | Bewitched               | Oficial de policía    | Película            |
| 2009      | Flight of the Conchords | Oficial de policía    | Serie de televisión |
| 2009      | Fringe                  | Phil                  | Serie de televisión |
| 2011      | Delocated               | Amigo                 | Serie de televisión |
| 2014      | Hungry Hearts           | Asistente social      | Película            |